# Друкорт
Друкорт — русский дворянский род.
Род этот внесён в VI и II части Дворянской родословной книги Смоленской губернии.

## Происхождение и история рода
Родоначальник их, Яков Друкарь, был подполковником солдатского строя в Смоленске и в 1671 году вступил в русское подданство. Сын его, капитан солдатского строя (1696) Яков, стал писаться Друкорт. Майор Яков Яковлевич убит донскими казаками (1708). Подполковник Олонецкого батальона Авраам Яковлевич Друкорт просил об отдаче ему деревень отца, полковника Якова Авраамовича, которые были ему пожалованы в Смоленском уезде за службы и раны.